# Platysoma vagans
Platysoma vagans är en skalbaggsart som beskrevs av Lewis 1884. Platysoma vagans ingår i släktet Platysoma och familjen stumpbaggar. Inga underarter finns listade i Catalogue of Life.